# 4. Turniej Czterech Skoczni
4. Turniej Czterech Skoczni rozgrywany był od 31 grudnia 1955 do 11 stycznia 1956.
Turniej wygrał  Nikołaj Kamienski, nie odnosząc żadnego zwycięstwa w konkursach.

## Oberstdorf
Data: 31 grudnia 1955

Państwo:  RFN

Skocznia: Schattenbergschanze

### Wyniki konkursu
| Poz. | Imię i nazwisko   | Narodowość | Punkty |
| ---- | ----------------- | ---------- | ------ |
| 1    | Eino Kirjonen     | Finlandia  | 224,0  |
| 1.   | Aulis Kallakorpi  | Finlandia  | 224,0  |
| 3.   | Harry Glaß        | NRD        | 219,0  |
| 4.   | Max Bolkart       | RFN        | 216,0  |
| 5.   | Toni Brutscher    | RFN        | 209,5  |
| 5.   | Werner Lesser     | NRD        | 209,5  |
| 7.   | Nikołaj Kamienski | ZSRR       | 209,0  |
| 8.   | Sverre Stallvik   | Norwegia   | 208,5  |
| 9.   | Sepp Kleisl       | RFN        | 205,0  |
| 10.  | Josef Bradl       | Austria    | 204,5  |

## Garmisch-Partenkirchen
Data: 1 stycznia 1956

Państwo:  RFN

Skocznia: Große Olympiaschanze

### Wyniki konkursu
| Poz. | Imię i nazwisko    | Narodowość | Punkty |
| ---- | ------------------ | ---------- | ------ |
| 1    | Hemmo Silvennoinen | Finlandia  | 221,5  |
| 2.   | Eino Kirjonen      | Finlandia  | 219,5  |
| 3.   | Harry Glaß         | NRD        | 218,8  |
| 4.   | Nikołaj Kamienski  | ZSRR       | 217,0  |
| 5.   | Asbjørn Osnes      | Norwegia   | 216,5  |
| 5.   | Aulis Kallakorpi   | Finlandia  | 216,0  |
| 7.   | Max Bolkart        | RFN        | 213,0  |
| 7.   | Nikołaj Szamow     | ZSRR       | 213,0  |
| 9.   | Sepp Weiler        | RFN        | 211,5  |
| 10.  | Josef Bradl        | Austria    | 208,5  |
| 10.  | Sepp Kleisl        | RFN        | 208,5  |
| 10.  | Walter Habersatter | Austria    | 208,5  |

## Innsbruck
Data: 6 stycznia 1956

Państwo:  Austria

Skocznia: Bergisel

### Wyniki konkursu
| Poz. | Imię i nazwisko      | Narodowość | Punkty |
| ---- | -------------------- | ---------- | ------ |
| 1    | Koba Cakadze         | ZSRR       | 220,0  |
| 2.   | Harry Glaß           | NRD        | 220,0  |
| 3.   | Max Bolkart          | RFN        | 213,5  |
| 4.   | Nikołaj Szamow       | ZSRR       | 210,0  |
| 5.   | Janez Polda          | Jugosławia | 210,0  |
| 6.   | Nikołaj Kamienski    | ZSRR       | 209,5  |
| 7.   | Georg Thoma          | RFN        | 207,5  |
| 8.   | Sepp Kleisl          | RFN        | 205,5  |
| 9.   | Werner Lesser        | NRD        | 203,0  |
| 10.  | Rudolf Schweinberger | Austria    | 202,5  |

## Hallein
Data: 11 stycznia 1956

Państwo:  Hallein

Skocznia: Zinkenschanze

### Wyniki konkursu
| Poz. | Imię i nazwisko      | Narodowość     | Punkty |
| ---- | -------------------- | -------------- | ------ |
| 1    | Jurij Skworcow       | ZSRR           | 218,5  |
| 2.   | Mojmír Stuchlík      | Czechosłowacja | 215,0  |
| 3.   | Rudolf Schweinberger | Austria        | 215,0  |
| 4.   | Nikołaj Kamienski    | ZSRR           | 214,5  |
| 5.   | Josef Bradl          | Austria        | 213,0  |
| 6.   | Nikołaj Szamow       | ZSRR           | 212,5  |
| 7.   | Jachim Bulin         | Czechosłowacja | 210,5  |
| 8.   | Horst Lesser         | NRD            | 209,0  |
| 8.   | Franz Eder           | NRD            | 209,0  |
| 10.  | Zdeněk Remsa         | Czechosłowacja | 208,5  |

## Klasyfikacja generalna
| Poz. | Skoczek              | Kraj    | Punkty |
| ---- | -------------------- | ------- | ------ |
| 1    | Nikołaj Kamienski    | ZSRR    | 850,0  |
| 2.   | Josef Bradl          | Austria | 827,0  |
| 3.   | Nikołaj Szamow       | ZSRR    | 826,0  |
| 4.   | Rudolf Schweinberger | Austria | 818,0  |
| 5.   | Koba Cakadze         | ZSRR    | 799,0  |
| 6.   | Werner Lesser        | NRD     | 793,0  |
| 7.   | Edi Heilingbrunner   | RFN     | 788,0  |
| 8.   | Otto Leodolter       | Austria | 786,0  |
| 9.   | Hermann Anwander     | RFN     | 782,0  |
| 10.  | Hans Leppert         | RFN     | 781,0  |